# William Gilmore
William Evans Garrett Gilmore (ur. 16 lutego 1895 w Wayne, zm. 5 grudnia 1969 w Filadelfii) – amerykański wioślarz. Dwukrotny medalista olimpijski.
W trakcie I wojny światowej służył w United States Navy.
Wystąpił na igrzyskach olimpijskich w Paryżu w 1924, gdzie wywalczył srebrny medal w jedynkach. W finale o 4,8 sekundy przegrał z Brytyjczykiem Jackiem Beresfordem. Brał też udział w igrzyskach olimpijskich w Los Angeles w 1932, gdzie wspólnie z Kenem Myersem wywalczył złoty medal w dwójkach podwójnych. W wyścigu finałowym o ponad 5 sekund wyprzedzili drugich na mecie Niemców i o ponad 10 sekund brązowych medalistów, Kanadyjczyków.
Z zawodu był pośrednikiem w obrocie nieruchomościami.
Był mistrzem kraju w jedynce.